# Beatrice Bracco
Beatriz Nelida Bracco detta Beatrice (Buenos Aires, 1º agosto 1943 – Roma, 17 dicembre 2012) è stata un'attrice, regista teatrale e insegnante di recitazione argentina.
È stata l'insegnante di attori come Kim Rossi Stuart, Gianmarco Tognazzi, Paola Cortellesi, Claudia Gerini, Claudio Santamaria, Bianca Nappi, e Salvatore Esposito.

## Biografia
Nata in una famiglia della media borghesia argentina (padre impiegato di banca, madre casalinga), si laureò in legge presso la UBA, facoltà di Diritto dell'Università di Buenos Aires. Al termine degli studi apre uno studio legale dedicandosi soprattutto alla difesa dei lavoratori e dei perseguitati politici.
Fu membro dell'”Azione Cattolica”: le vacanze scolastiche le passava come missionaria nelle povere regioni del nord argentino, di Salta e Jujuy. Questa sua esperienza presso gli indios del nord argentino, la portò anche ad avvicinarsi nel 1973 al peronismo ed al movimento rivoluzionario Montoneros.
La sua attività come avvocato la spinse a difendere uno dei più noti dirigenti Montoneros, Carlos Caride, accusato di avere organizzato un attentato contro Aramburu. Questo processo la pose definitivamente nel mirino dei militari golpisti, al punto da essere da loro minacciata in diversi modi: con un ordigno messo alla porta del suo studio e telefonicamente, costringendola a cambiare residenza tutti i giorni.

### Il teatro
Nel 1971 iniziò a frequentare un corso teatrale di impostazione Stanislavskiana del maestro Raul Serrano. L'anno successivo seguì un seminario tenuto da Lee Strasberg a Buenos Aires. Nel 1973 fondò, insieme ad altri allievi di Raul Serrano, la Cooperativa Arco Iris, con la quale mise in scena gli spettacoli Hedda Gabler di Ibsen, Doña Rosita la soltera di Garcia Lorca, Un tram che si chiama Desiderio di Tennessee Williams e Dialoghi con Leucò di Cesare Pavese. Nello stesso anno recitò nel film La revolución di Raul De La Torre e, come protagonista, nel film Los inibente di Marco De Filippo.
Sempre nello stesso anno le venne assegnato da LSI “Radio MUnicipal” un programma sulla poesia ed il teatro, programma che curò e presentò fino al 1976.

### L'esperienza italiana
Nel 1976, grazie ad una borsa di studio dello Stato italiano, riesce ad abbandonare l'Argentina per l'Italia, in cui si stabilirà definitivamente. In Italia collabora alla rivista giuridica diretta da Gino Giugni e dai suoi collaboratori come Tiziano Treu e Massimo d’Antona, con i quali manterrà sempre una grande e profonda amicizia.
Nel 1978 segue i corsi dell'Istituto Europeo di recitazione in Francia, a Nancy, dove incontra vari insegnanti dell'Actors Studio di Lee Strasberg, come Walter Lott ed Augusto Fernandez, con i quali seguirà successivamente seminari di formazione in vari paesi europei.
Beatrice Bracco, ormai trasferita stabilmente a Roma, proseguì la sua attività teatrale al Teatro dei Satiri. Fu lei a portare a Roma per la prima volta l'insegnante membro dell'Actors Studio Dominic De Fazio, organizzando per lui un seminario internazionale di 90 attori alla Limonaia di Villa Torlonia, seguito da un altro a Cinecittà, della durata di tre mesi. Assieme a lui lavorò prima come assistente e poi come insegnante. Nel 1991, su suggerimento di Giorgia Trasselli, fu ingaggiata come interprete del personaggio di Donna Anna nell'episodio È arrivato l'ambasciatore della sit-com Casa Vianello.

### Teatro Blu
Dopo anni di insegnamento e dopo aver diretto numerosi spettacoli nei teatri romani, nel 1995 fonda una propria scuola di recitazione e regia, il Centro Internazionale di Formazione e Produzione per attori e registi, conosciuto come Teatro Blu di Roma. In questo spazio dirige opere d'autori contemporanei come Pavlovsky, Allen, Hemingway e La Loggia. Nel 1999 dirige il dramma Sacco e Vanzetti dell'argentino Maurizio Kartum, portato in scena con la compagnia di Ugo Chiti.
Questa esperienza la porta a mettere in scena nel 2000 la stessa opera, il Sacco e Vanzetti, con una compagnia di giovani attori; la scelta di questo testo si ricollega al suo passato come avvocato. Il regista Giuliano Montaldo assistette allo spettacolo e inviò a Beatrice Bracco una lettera di complimenti, in cui affermò: «Ho ammirato la vibrante recitazione di Ignazio Oliva nel ruolo del fiero Bartolomeo Vanzetti, e le note cariche di dolente umanità di Pierpaolo Lovino nel ruolo di Nicola Sacco. La passione civile e il faticoso lavoro di ricostruzione della regia mi hanno totalmente coinvolto in quel dramma che avevo portato sugli schermi trenta anni fa. Vi ho applaudito e vi ringrazio ancora».
Un anno dopo, lo spettacolo fu replicato al Teatro Spazio Uno di Roma e al Teatro Duse di Genova. In merito a quest'ultima rappresentazione, i critici della stampa nazionale sottolinearono i consensi riscossi presso il pubblico e la buona direzione degli attori, reputandolo uno dei migliori spettacoli della stagione, definendolo «un appassionato pezzo di teatro civile». Bracco si espresse così sulle motivazioni che la portarono a dirigere lo spettacolo:
Come docente, Beatrice Bracco è stata il punto di riferimento di diversi attori formatisi presso la sua scuola al Teatro Blu di Roma. Tra questi figurano Kim Rossi Stuart, Gianmarco Tognazzi, Paola Cortellesi, Claudia Gerini, Claudio Santamaria, Salvatore Esposito, Stefania Rocca, Valentina Cervi, Anita Caprioli, Riccardo Niseem Onorato, Martina Colombari, Emanuele Bosi, Bianca Nappi e Roberta Potrich.

### L'esperienza albanese
Nel 2005, su invito dell'Accademia Nazionale d'Arte di Tirana in Albania, conduce un seminario su Tradimenti di Harold Pinter, cui segue la realizzazione di uno spettacolo trasmesso dalla TV nazionale. Nello stesso anno metterà in scena Lukalila di Suzie Bastien.